# 盧靚
盧靚（1972年6月9日—），本名盧向榮，台灣演員，曾演出《台灣靈異事件》、《台灣霹靂火》、《意難忘》、《鳥來伯與十三姨》等。知名於澎恰恰恐嚇光碟案。

## 生平
父親早逝，由母親扶養長大。
台北出生，嘉義長大。
國立台灣藝術大學（原國立藝專）畢業後，歷經其他工作，後來才進入演藝圈。原用本名出道，後改藝名為「盧靚」。

## 演出作品

### 電視劇
| 年份 | 頻道          | 劇名                           | 飾演           |
|      | 三立台灣台    | 《戲說台灣》聖王爺掠妖         | 秀娥           |
|      | 三立台灣台    | 《戲說台灣》一見發財           | 美枝           |
|      | 三立台灣台    | 《戲說台灣》還陽妻             | 碧霞           |
| 1998 | 台視          | 《千里眼順風耳》               | 丁月娥         |
|      | 台視          | 《玫瑰瞳鈴眼》                 |                |
| 1998 | 民視          | 《台灣作家劇場》不歸路         | 美惠           |
| 1999 | 三立台灣台    | 《鳥來伯與十三姨》             |                |
| 2000 | 民視          | 《無你較快活》                 | 小莉           |
| 2000 | 華視          | 《台灣靈異事件》特異功能大決戰 |                |
| 2000 | 華視          | 《台灣靈異事件》小鳳懷孕了     |                |
| 2001 | 華視          | 《台灣靈異事件》紙新娘         | 李秀英、李秀美 |
| 2001 | 華視          | 《台灣靈異事件》陰陽對對碰     |                |
| 2001 | 華視          | 《台灣靈異事件》真假仙         |                |
| 2001 | 華視          | 《台灣靈異事件》金包銀         |                |
| 2001 | 台視          | 《流氓教授》                   | 林阿靠         |
| 2002 | 三立台灣台    | 《桂花巷》                     | 陳鳳仙         |
| 2002 | 三立台灣台    | 《台灣霹靂火》                 | 陳素貞         |
| 2003 | 八大第一台    | 《第一劇場》香火情             |                |
| 2003 | 八大第一台    | 《第一劇場》難忘的鳳凰橋       | 江麗美         |
| 2003 | 八大第一台    | 《第一劇場》再會吧北投         |                |
| 2003 | 廈門衛視      | 《船過水無痕》                 | 碧蘭           |
| 2004 | 民視          | 《意難忘》                     | 曼莉           |
| 2005 | 民視          | 《親戚不計較》（EP1985初亮相） | 陳麗娟         |
| 2006 | 台視          | 《蝴蝶密碼》高跟鞋殺機         | Linda          |
| 2006 | 臺灣JET綜合台 | 《新聞挖挖哇》                 |                |
| 2006 | 八大第一台    | 《第一劇場》蓋頭鬼             | 麗君           |
| 2006 | 八大第一台    | 《第一劇場》女鬼換臉           | 翠美           |
| 2006 | 八大第一台    | 《第一劇場》甕中鬼             | 聖美           |
| 2007 | 八大第一台    | 《第一劇場》水缸冤鬼           | 彩霞           |

### 電影
| 年份 | 頻道 | 劇名         | 飾演 |
| 2005 |      | 《殭屍保鑣》 |      |

### 綜藝節目
| 年份 | 頻道    | 劇名              | 飾演 |
| 2001 | MUCH TV | 《搞笑Very Much》 |      |

### 音樂作品
- 《我願意愛你用我的真心》（2024年）
- 《苦澀的戀歌》（2024年）

## 爭議事件

### 澎恰恰光碟案
2005年，她稱不堪澎恰恰長期騷擾，叔叔出面欲遏止，但因她提供租屋處攝影機畫面給叔叔，引發後來不可收拾的局面。盧靚等五名被告分別以侵犯秘密罪與恐嚇罪被起訴。一審判決前盧靚自稱並非恐嚇勒索，而是澎恰恰對她性騷擾的精神賠償。。法官考量盧靚因長期不堪其擾而獲減刑二審定讞2年徒刑，並於2010年5月25日假釋出獄。2019年6月，澎恰恰接受媒體專訪，首度公開向盧靚道歉，希望兩人的恩怨能和解 。對此吳宗憲曾對盧靚有所批評。
2019年，澎恰恰在媒體前提起光碟案，表示欲出書以示「人可以有多壞？」未料引發沈潛多年的盧靚不滿，在臉書向澎恰恰反擊，並約澎恰恰公開當年光碟案不為人知的一切。而澎恰恰此時態度大轉，在媒體前向盧靚道歉，並說要還當年的她一個公道。
盧靚後來則表示，希望一切事件落幕。之後二人更在公益演唱會上上演「一唱泯恩仇」。